# Chrysomya pinguis
Chrysomya pinguis är en tvåvingeart som först beskrevs av Walker 1858.  Chrysomya pinguis ingår i släktet Chrysomya och familjen spyflugor. Inga underarter finns listade i Catalogue of Life.